# منطقة وصاية بانغلي
منطقة وصاية بانغلي (بالإندونيسية: Kabupaten Bangli)‏ هي منطقة وصاية تقع في مقاطعة بالي بإندونيسيا. يقدر عدد سكانها بـ 213,808 نسمة في 2010، ومساحتها 520.81 كم2. بانغلي هي منطقة الوصاية الغير الساحلية الوحيدة علي بالي.